# Alberto Castillo (cantante)

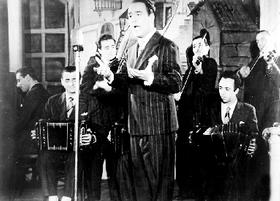
Alberto Castillo durante una grabación, circa 1945.

Alberto Castillo (Buenos Aires, Argentina, 7 de diciembre de 1914 - Buenos Aires, 23 de julio de 2002) fue un cantante de tango y actor argentino.  Médico ginecólogo de profesión, dejó de ejercerla para dedicarse a su carrera artística.

## Primeros años
Alberto Salvador De Luca o De Lucca nació en el barrio porteño de Parque Avellaneda, Buenos Aires, hijo de los inmigrantes italianos Salvador De Luca y Lucia Di Paola; tenía una hermana Aída. Hace su debut profesional en los años 1930 y comienza una exitosa carrera en 1941 con una gran interpretación del tango de Alfredo Pelala Recuerdo.

## Trayectoria artística
Con su innato sentido del ritmo y su tendencia a engolar la voz , Castillo se hace un nombre de principal intérprete de los géneros musicales como el candombe afro-rioplatense y de la milonga.
Uno de sus más exitosos registros fue Cien Barrios Porteños, a tal punto que los presentadores lo anunciaban como el "Cantor de los cien barrios porteños" (sic).

### Castillo con Tanturi
Alberto Castillo rompió con el modelo del cantor de tango vestido como un gran señor, de riguroso traje oscuro, sobrio y con ademanes mesurados. Con un estilo absolutamente original, con aspectos quizás vinculados al aire cachador (humorístico) y arrabalero de Rosita Quiroga, Sofía Bozán o Tita Merello, Castillo mostró su capacidad de interpretar temas de lo más diversos merced a una voz con afinación perfecta, magistral en el uso de los matices y la media voz, que podía imprimir a su canto tanto la ternura o dramatismo que requerían algunos como el tono evocador o humorístico para otros. Se posesionaba del escenario desde que llegaba mostrando su pañuelo cayendo del bolsillo derecho del saco cruzado, el cuello de su camisa desabrochado, la corbata floja, su modo de tomar el micrófono e inclinarlo hacia uno y otro lado, su derecha junto a la boca como si estuviera en la calle, sus ademanes y un modo muy especial de cantar proyectado las vocales. Su particular fraseo era lo que los bailarines necesitaban y apreciaban; con su voz le ponía ritmo a los pies y él hacía con su garganta lo que otros con el piano o los bandoneones.
Durante cuatro años entre 1939 y 1943 –el mejor momento artístico de ambos- Ricardo Tanturi y Castillo compartirán los beneficios de la fama durante cuatro años. La voz del cantor y la puesta musical del director constituyeron un verdadero suceso que ganó, por derecho propio, un lugar privilegiado en la historia del tango. Clubes de barrio, locales nocturnos y  los principales salones de Buenos Aires, Montevideo, Mar del Plata y Rosario desbordaron de un público ávido.

### Castillo como solista
Se desvinculó de Tanturi en 1943 y comenzó como solista acompañado por excelentes músicos dirigidos sucesivamente por Emilio Balcarce, Eduardo Rovira, Enrique Alessio y Jorge Dragone. Más adelante incorporó a su repertorio el candombe, que en sus espectáculos matizó con bailarines negros. El primero fue “Charol”,de Osvaldo Sosa Cordero, que tuvo gran  éxito, seguido por “Siga el baile”, de Carlos Warren y Edgardo Donato, “Baile de los morenos”, “El cachivachero” y “Candonga”, que le pertenece.
Como letrista le pertenecen los tangos “Yo soy de la vieja ola”, “Muchachos escuchen”, “Cucusita”, “Así canta Buenos Aires”, “Un regalo del cielo”, “A Chirolita”, “Dónde me quieren llevar”, “Castañuelas” y “Cada día canta más”; y las marchas “La perinola” y “Año nuevo”.

### Castillo en el cine
Desde 1946, Castillo aparece en muchos filmes argentinos. Unos ejemplos de ellos son La barra de la esquina (1950) donde hace una pareja amorosa con María Concepción César, y  "Buenos Aires, mi tierra querida" junto a la actriz Norma Giménez en 1951. En la película Luna de Avellaneda, el personaje de Castillo es llamado de urgencia para ayudar en un parto durante una kermés en un club de barrio. En dicha película el tema de cierre es “Siga el baile”, versionado por Jaime Roos.

### Últimos años
Ya retirado, tuvo una breve incursión para grabar nuevamente el candombe Siga el baile de Carlos Warren y Edgardo Donato, con la banda argentina Los Auténticos Decadentes en el álbum de duetos Fiesta monstruo en el año 1993. En 1995 recibió el una Mención Especial de los Premios Konex por su trayectoria. Antes, en 1985 había recibido el Premio Konex - Diploma al Mérito como uno de los mejores cantantes de tango de la historia en Argentina.

## Fallecimiento
Alberto Castillo falleció el martes 23 de julio de 2002 a la edad de ochenta y siete años. Sus restos descansan en el Cementerio de la Chacarita en Buenos Aires.

## Vida personal
Alberto Castillo estudió en la Universidad Nacional de La Plata y se recibió de médico ginecólogo, título con el cual pudo convencer a la familia de su prometida para dejarlos casar ("no se desposará con apenas un cantor de tango"). Dejó el ejercicio definitivo de la profesión cuando su consultorio comenzó a llenarse de pacientes que sabían que el Dr. De Luca era "Alberto Castillo".
Como hechos curiosos: entre noviembre de 1951 y febrero de 1952, el popular cantante ofició fortuitamente como médico de la delegación profesional del Club Atlético Vélez Sarsfield al insolarse algunos jugadores en la ciudad de Pernambuco, en la gira que realizaba en Brasil. Posteriormente el cantor, reconocido hincha de Vélez, ajustó algunas de sus presentaciones para acompañar al equipo el resto de la gira.

## Homenajes
- Una plazoleta del barrio porteño de Villa Luro, ubicada en la intersección de la Av. Emilio Castro con las calles Escalada y Leopardi, recuerda al cantor de los cien barrios porteños.[7]
- El jueves 11 de diciembre de 2014, a las 16,00 hs se descubrió una plaqueta en la fachada del Café Histórico de Av. Colón 602. Fue promovida por  el escritor y gestor cultural  José Valle, presidente del Centro de Estudios y Difusión de la Cultura Popular Argentina y el Instituto Cultural de Bahía Blanca. Es una plaqueta fileteada realizada por el afamado pintor Pedro Araya, con la imagen del cantor de los cien barrios porteños, Alberto Castillo, en el centenario de su nacimiento..

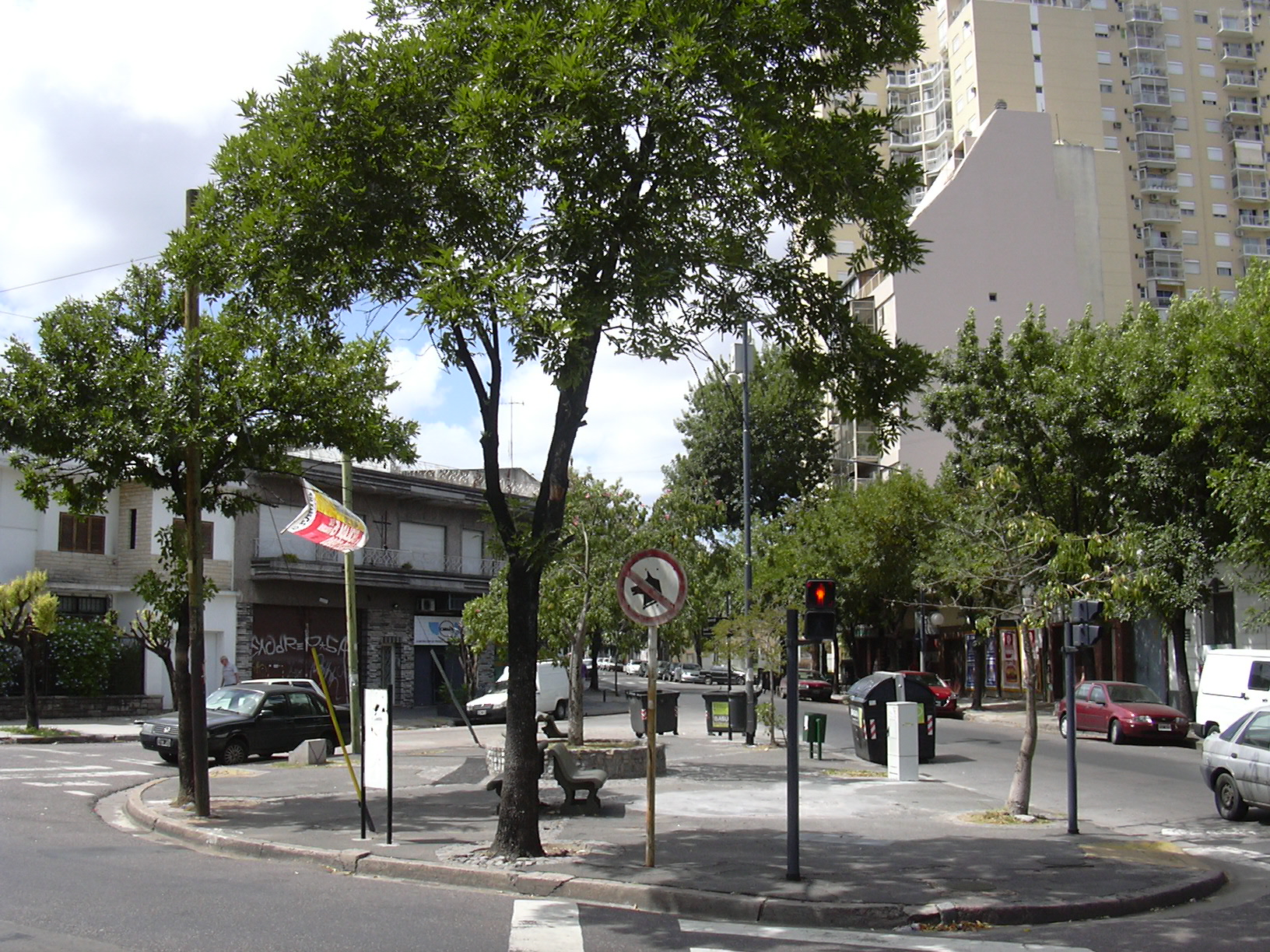
Plazoleta "Alberto Castillo" de Villa Luro vista desde el norte
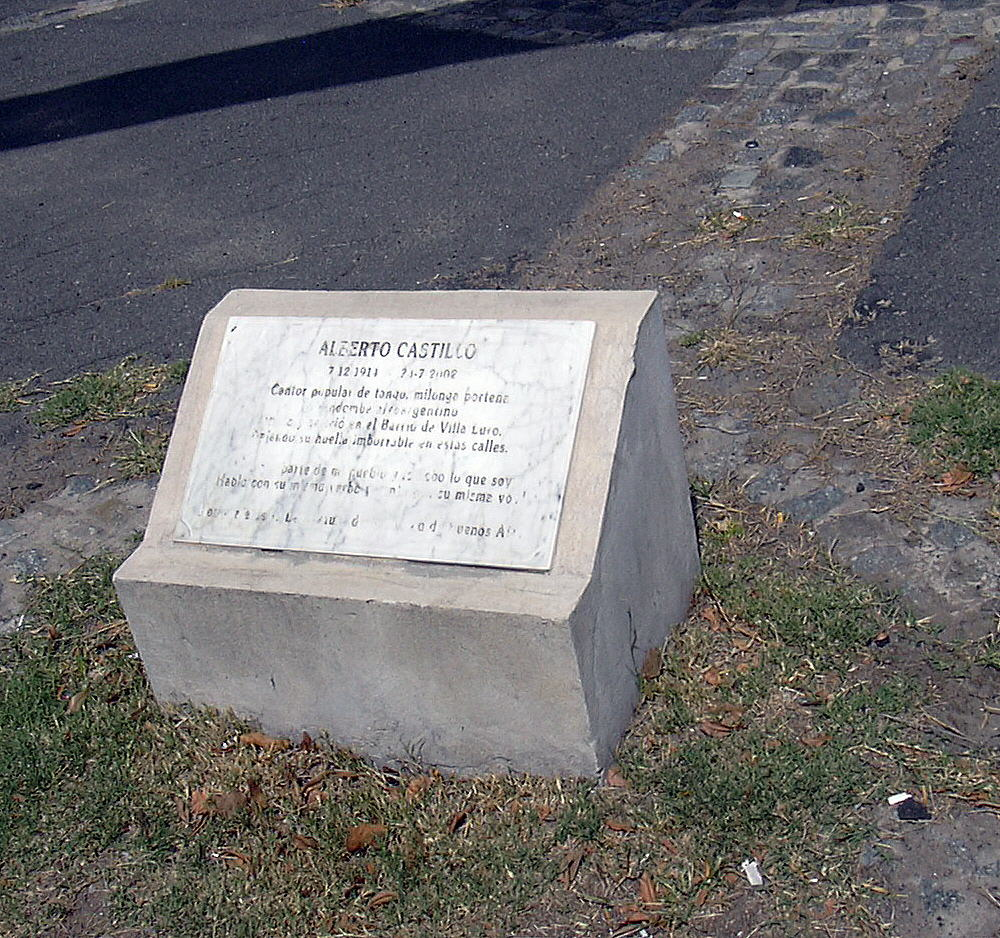
Placa en homenaje de "Alberto Castillo" en la plazoleta homónima

## Filmografía
- 1946: Adiós Pampa mía
- 1948: El tango vuelve a París (lo acompaña Aníbal Troilo)
- 1948: Un tropezón cualquiera da en la vida (con Virginia Luque)
- 1948: Alma de bohemio
- 1950: La barra de la esquina
- 1951: Buenos Aires, mi tierra querida
- 1953: Por cuatro días locos
- 1955: Ritmo, amor y picardía
- 1956: Música, alegría y amor
- 1958: Luces de candilejas
- 1959: Nubes de humo
- 1976: El canto cuenta su historia